# إسقاط التسعات
إسقاط التسعات (بالإنجليزية: Casting out nines)‏ هي طريقة تساعد في التحقق من العمليات الحسابية وتسمى أحياناً بميزان العدد وهو ما يبقى من العدد بعد إسقاط تسعاته،
 بمعنى آخر أن نجمع الأرقام المكونة منها العدد ثم ونستبعد جميع التسعات الصحيحة منه، فما يبقى بعد ذلك فهو ميزان العدد، وفي حالت نجاح الطريقة لا يعني بالضرورة أن نتيجة العمليات الحسابية صحيحة.

## التحقق من الحسابات بطريق إسقاط التسعات
هناك طريقة للتحقق من نتيجة الحساب بإسقاط التسعات حيث يتم استبدال كل رقم في الحساب بميزان عدده وبعد ذلك يتم تطبيق نفس الحسابات على ميزانه ثم تتم مقارنة ميزان نتيجة هذا الحساب مع نتيجة الحساب الأصلي. إذا لم يتم ارتكاب خطأ في الحسابات ، فيجب أن تكون هاتان متطابقتين. فيما يلي أمثلة للتحقق من الجمع والطرح والضرب والقسمة.

## أمثلة

### الجمع
|                   | {\displaystyle {\cancel {3}}\ \ 2\ {\cancel {6}}\ 4\ }               | {\displaystyle \Leftarrow }      | {\displaystyle {\cancel {6}}}       | اجمع الرقمين 2 و 4 يحصل الرقم 6.                                 |
|                   | {\displaystyle {\cancel {8}}{\cancel {4}}{\cancel {1}}{\cancel {5}}} | {\displaystyle \Leftarrow }      | {\displaystyle \ 0}                 | مجموع الأرقام 8+1=9 و 4+5=9 ولهذا لا توجد أرقام متبقية.          |
|                   | {\displaystyle 2\ {\cancel {9}}\ 4\ \ 6\ }                           | {\displaystyle \Leftarrow }      | {\displaystyle {\cancel {3}}}       | ناتج مجموع 2 و 4 و 6 هو 12؛ ثم 2 و 1 يحصل الرقم 3.               |
| {\displaystyle +} | {\displaystyle {\underline {{\cancel {3}}\ 2\ \ 0\ {\cancel {6}}}}}  | {\displaystyle \Leftarrow }      | {\displaystyle \ 2}                 | مجموع 0 و 2 هو 2.                                                |
|                   | {\displaystyle {\cancel {1}}\ 7\ {\cancel {8}}\ 3\ \ 1\ }            |                                  | {\displaystyle {\bigg \Downarrow }} | ناتج مجموع 6 و 0 و 3 و 2 هو 11؛ ثم 1 و 1 يحصل الرقم 2.           |
|                   | {\displaystyle \Downarrow }                                          |                                  | {\displaystyle {\bigg \Downarrow }} |                                                                  |
|                   | {\displaystyle {2}}                                                  | {\displaystyle \Leftrightarrow } | {\displaystyle 2}                   | يجب أن تكون الزيادة من المجموع مساوية للزيادة النهائية للمجاميع. |

### الطرح
|                   | {\displaystyle {\cancel {5}}{\cancel {6}}{\cancel {4}}{\cancel {3}}}        | {\displaystyle \Leftarrow }      | {\displaystyle (9)0}                | إسقاط جميع التسعات والأرقام التي يبلغ مجموعها 9 في كل مطروح.                |
| {\displaystyle -} | {\displaystyle {\underline {\ 2\ {\cancel {8}}{\cancel {9}}{\cancel {1}}}}} | {\displaystyle \Leftarrow }      | {\displaystyle 2-}                  | اجمع الأرقام المتبقية لكل قيمة حتى يتم الوصول إلى رقم واحد.                 |
|                   | {\displaystyle {\cancel {2}}\ 7\ {\cancel {5}}{\cancel {2}}}                |                                  | {\displaystyle {\bigg \Downarrow }} | الآن اتبع نفس الإجراء للوصول إلى رقم واحد.                                  |
|                   | {\displaystyle \Downarrow }                                                 |                                  | {\displaystyle {\bigg \Downarrow }} | لأن طرح 2 من صفر يعطي رقمًا سالبًا يجب إضافة 9 من الحد الأدنى.                |
|                   | {\displaystyle {7}}                                                         | {\displaystyle \Leftrightarrow } | {\displaystyle 7}                   | يجب أن يساوي الفرق بين التجاوزات المطروحة والمطروحة الزائدة مع زيادة الفرق. |

### الضرب
|                         | {\displaystyle {\cancel {5}}{\cancel {4}}\ 8\ }                          | {\displaystyle \Leftarrow }      | {\displaystyle 8}                   | إسقاط جميع التسعات والأرقام التي يبلغ مجموعها 9 في كل معامل.       |
| {\displaystyle \times } | {\displaystyle {\underline {\ \ \ \ \ \ \ 6\ \ 2\ {\cancel {9}}}}}       | {\displaystyle \Leftarrow }      | {\displaystyle 8}                   | اجمع الأرقام المتبقية لكل مضروب حتى يتم الوصول إلى رقم واحد.       |
|                         | {\displaystyle {{\cancel {3}}\ 4\ \ 4\ {\cancel {6}}{\cancel {9}}\ 2\ }} |                                  | {\displaystyle {\bigg \Downarrow }} | اضرب الزائدين ثم اجمع للوصول إلى رقم واحد.                         |
|                         | {\displaystyle \Downarrow }                                              |                                  | {\displaystyle {\bigg \Downarrow }} | افعل الشيء نفسه مع الجُدَاءُ وإسقاط جميع التسعات للحصول على رقم واحد. |
|                         | {\displaystyle {1}}                                                      | {\displaystyle \Leftrightarrow } | {\displaystyle 1}*                  | يجب أن يساوي الفائض من ناتج الزيادة النهائية من المعامل.           |

### القسمة
| {\displaystyle {\cancel {27}}{\cancel {54}}62} | {\displaystyle \div }            | {\displaystyle 877}         | {\displaystyle =}       | {\displaystyle 314}         | {\displaystyle r.} | {\displaystyle 84}          | إسقاط كل التسعات والأرقام التي يبلغ مجموعها 9 في القاسم وناتج القسمة والباقي.                                                                    |
| {\displaystyle \Downarrow }                    |                                  | {\displaystyle \Downarrow } |                         | {\displaystyle \Downarrow } |                    | {\displaystyle \Downarrow } | اجمع كل الأرقام الغير مشطوبة من كل قيمة حتى يتم الوصول إلى رقم واحد لكل قيمة.                                                                    |
| {\displaystyle 8}                              | {\displaystyle \Leftrightarrow } | {\displaystyle 4)}          | {\displaystyle \times } | {\displaystyle (8}          | {\displaystyle +}  | {\displaystyle 3}           | يجب أن يساوي توزيع الزيادة النهائية من القيم الأخرى. بمعنى آخر، نفذ نفس الإجراء كما في الضرب ولكن بالعكس. 8 × 4 = 32 وهو 5 ، 5 + 3 = 8. و 8 = 8. |